# Thermosulfuriphilus
Thermosulfuriphilus es un género de bacterias gramnegativas. Actualmente, consta de una sola especie, Thermosulfuriphilus ammonigenes. Fue descrita en el año 2017. Su etimología hace referencia a termófilo amante de azufre y productor de amoníaco.Es anaerobia, termófila, inmóvil, quimiolitoautótrofa. Las células tienen un tamaño de 0,5-0,6 μm de ancho por 0,8-1,5 μm de largo. Temperatura de crecimiento entre 47-75 °C, óptima de 65 °C. Utiliza azufre como donador de electrones y nitrato como aceptor. Tiene un genoma de 2,2 Mpb y un contenido de G+C de 49,6%. Se ha aislado de una fuente hidrotermal en el Océano Pacífico. 
Su análisis genético indica que pertenece a un linaje profundo del filo Thermodesulfobacteriota, por lo que no se le ha asignado clase, orden ni familia. 